# Buddy Guy
George "Buddy" Guy (Lettsworth, 30 de julho de 1936) é um guitarrista e cantor norte-americano de blues e rock. Conhecido por servir de inspiração para Jimi Hendrix e outras lendas dos anos 1960, Guy é considerado um importante expoente do chamado Chicago blues, tornado famoso por Muddy Waters e Howlin' Wolf. Foi considerado o 23º melhor guitarrista de todos os tempos pela revista norte-americana Rolling Stone.

## Biografia
Tinha cinco irmãos e seus pais eram Sam e Isabel Guy. Cresceu sob os conflitos da segregação racial onde banheiros, restaurantes e assentos de ônibus eram separados para brancos e negros. Com sete anos de idade Buddy fez a sua primeira “guitarra”, um pedaço de madeira com duas cordas amarradas com os grampos de cabelo de sua mãe. Com ela passava o tempo nas plantações e desenvolvia as suas “técnicas” musicais. Depois ele ganhou a sua primeira guitarra de “verdade”, um violão acústico Harmony que hoje se encontra no Hall da Fama do Rock and Roll, em Cleveland, nos EUA. Em 1955, com 19 anos, Buddy trabalhava na Universidade Estadual da Louisiana. Nunca havia saído do estado quando em 1957 um amigo seu que era cozinheiro em Chicago foi visitá-lo e disse que ele precisava ir para Chicago tocar sua guitarra de noite e trabalhar de dia. Guy se interessou pela proposta financeira, pois poderia ganhar em torno de 70 dólares por semana e quem sabe sair de noite para ver os mestres Howlin' Wolf, Muddy Waters, Little Walter e de “quebra”, ainda aprender alguma coisa para tocar sua guitarra em casa. 
Em 25 de setembro de 1957 Buddy saiu de Lettsworth e chegou em Chicago. O choque foi grande, saindo do ambiente rural e chegando na metrópole totalmente urbana. Buddy arrumou um emprego e após alguns meses conseguiu uma audiência no 708 Club. Naquela noite chegou ao clube, em um Chevrolet vermelho, nada menos que Muddy Waters. Buddy foi servir sanduíche de salame para ele que perguntou se estava com fome. Buddy respondeu que, se ele era Muddy Waters, não estava mais com fome, encontrá-lo o alimentou. Guy começou a tocar em bares de Chicago e seu estilo foi bem aceito. Começou a chamar atenção. Gostava de tocar como B.B. King e atuar no palco como Magic Slim. Resolveu, então, enviar uma fita para a gravadora Chess Records, selo tradicional do blues que contava com artistas como Willie Dixon, Muddy Waters, Howlin' Wolf, Little Walter e Koko Taylor. Em 1960 começou a fazer as guitarras das gravações destes grandes mestres da Chess. Era sempre o primeiro guitarrista a ser chamado pela gravadora.

## Carreira
Mas Buddy não estava satisfeito, pois fazia apenas o acompanhamento. Ele queria mais, queria fazer suas próprias composições. Em 1967 gravou I Left My Blues em San Francisco, pela Chess Records. 
Em 1968 foi para a Vanguard Records e gravou dois álbuns clássicos: A Man and His Blues e Hold That Plane. A partir desta época seu estilo agressivo e selvagem de tocar, além de seu vocal rasgante, começaram a chamar a atenção de músicos do rock, principalmente os ingleses. Eric Clapton disse em 2005 que Buddy Guy foi para ele o que Elvis Presley foi para muitos outros.
Em 1970 Buddy inicia uma parceria com o gaitista Junior Wells e lança o disco Buddy and the Juniors. Em 1972 sai Buddy Guy and Junior Wells Play the Blues, disco produzido por Eric Clapton, Tom Dowd e Ahmet Ertegum. Que pode ser considerado um dos melhores álbuns de Buddy, com clássicos do blues e composições próprias, num som límpido, simples e cru.
Em 1974 Guy se associa ao baixista dos Rolling Stones, Bill Wyman, que produz e toca no álbum ao vivo chamado Drinkin’ TNT ‘n’ Somkin’ Dynamite.
Até quase o final dos anos 1980 sua carreira declinou e só voltou a decolar a partir de 1989 quando Buddy abriu o clube “Buddy Guy Legends”, em Chicago, considerado o lugar preferido da maioria dos artistas de blues para se apresentar. Em 1990 – 1991 Guy tocou junto com Eric Clapton no Royal Albert Hall, em Londres, num show somente de guitarristas. Esta participação lhe proporcionou um contrato com a Silvertone Records, onde gravou diversos álbuns, mas o primeiro foi Damn Right, I’ve got The Blues, de 1991, que contava com a participação especial de Eric Clapton, Jeff Beck e Mark Knopfler. O disco obteve um sucesso incomum para a cena do blues: ganhou disco de ouro, vendeu 500 000 cópias e também ganhou o Grammy.
Dois anos depois, em 1993, gravou Feels Like Rain e em 1994 Slippin’ in, ganhando o Grammy com os dois discos. O sucesso havia retornado com força. Foi um trabalho de persistência, como disse Buddy: “tinha colocado na minha cabeça que precisava continuar tocando, porque eu sentia que não tinha tido a chance de me expressar com minha guitarra e minha voz. Poucos me haviam ouvido, mas continuei tocando até que a chance veio com ‘Damn right, I’ve got the blues’ e aí estourei! Acho que alguém me ouviu, lá em cima!”
E assim veio em 1996 o disco ao vivo Live: The Real Deal, em 1998 Heavy Love, em 2001, Sweet Tea, onde Buddy retornou ao blues de raiz, em 2003 Blues Singer e por último, em 2005, Bring ‘Em in, onde Guy contou com a participação de Carlos Santana e John Mayer.

## Música
Enquanto a música de Buddy Guy é frequentemente associada ao blues de Chicago, seu estilo é único e inconfundível. Sua música pode variar desde o mais tradicional e profundo blues, à mais criativa, imprevisível e radical agregação entre blues, rock moderno e jazz livre, que se juntam a cada performance ao vivo de maneira inédita.
Em 2004, Jon Pareles, crítico de música pop do New York Times, escreveu: "Mr. Guy, 68, mistura anarquia, virtuosismo, blues denso e suas vertentes de uma maneira única, prendendo a si todas as atenções da audiência (...) Guy adora extremos: mudanças repentinas entre sons pesados e leves, ou um doce solo de guitarra seguido por um surto de velocidade, ou peso, improvisando idas e vindas com a voz... Seja cantando com doçura ou raiva, seja trazendo novas entonações a uma nota de blues, ele é um mestre da tensão e do relaxamento, e sua concentração e dedicação são hipnotizantes".
Alguns fãs de blues e críticos musicais acreditam que a discografia de Guy no período de 1960 a 1967 agrupa a melhor parte de seu trabalho. Algumas das novidades apresentadas por Buddy durante suas primeiras apresentações ao vivo foram capturadas pelos álbuns do "American Folk Blues Festival". Eric Clapton, Jeff Beck e Jimmy Page admiravam o lado mais radical de suas músicas, no início dos anos 1960.
Suas músicas foram regravadas por Led Zeppelin, Eric Clapton, Rolling Stones, Stevie Ray Vaughan, John Mayall, Jack Bruce, entre outros. Algumas de suas primeiras canções foram “roubadas” por Willie Dixon e pelas primeiras gravadoras por onde Guy passou. Além disso, Guy talvez seja mais conhecido por suas interpretações criativas sobre os trabalhos de outros músicos. Fãs de blues mais tradicionais parecem apreciar os seguintes álbuns: The Very Best of Buddy Guy, Blues Singer, Junior Wells' Hoodoo Man Blues, A Man & The Blues e I Was Walking Through the Woods.
Os fãs mais contemporâneos parecem preferir Slippin’ In, Sweet Tea, Stone Crazy, Buddy's Baddest: The Best of Buddy Guy, Damn Right, I’ve Got the Blues, e  D.J. Play My Blues. Uma performance ao vivo pode ser assistida no vídeo Live! The Real Deal e ele ainda está presente nos seguintes DVDs: Lightning In a Bottle, Crossroads Guitar Festival, Eric Clapton: 24 Nights, Festival Express, e  A Tribute to Stevie Ray Vaughan.

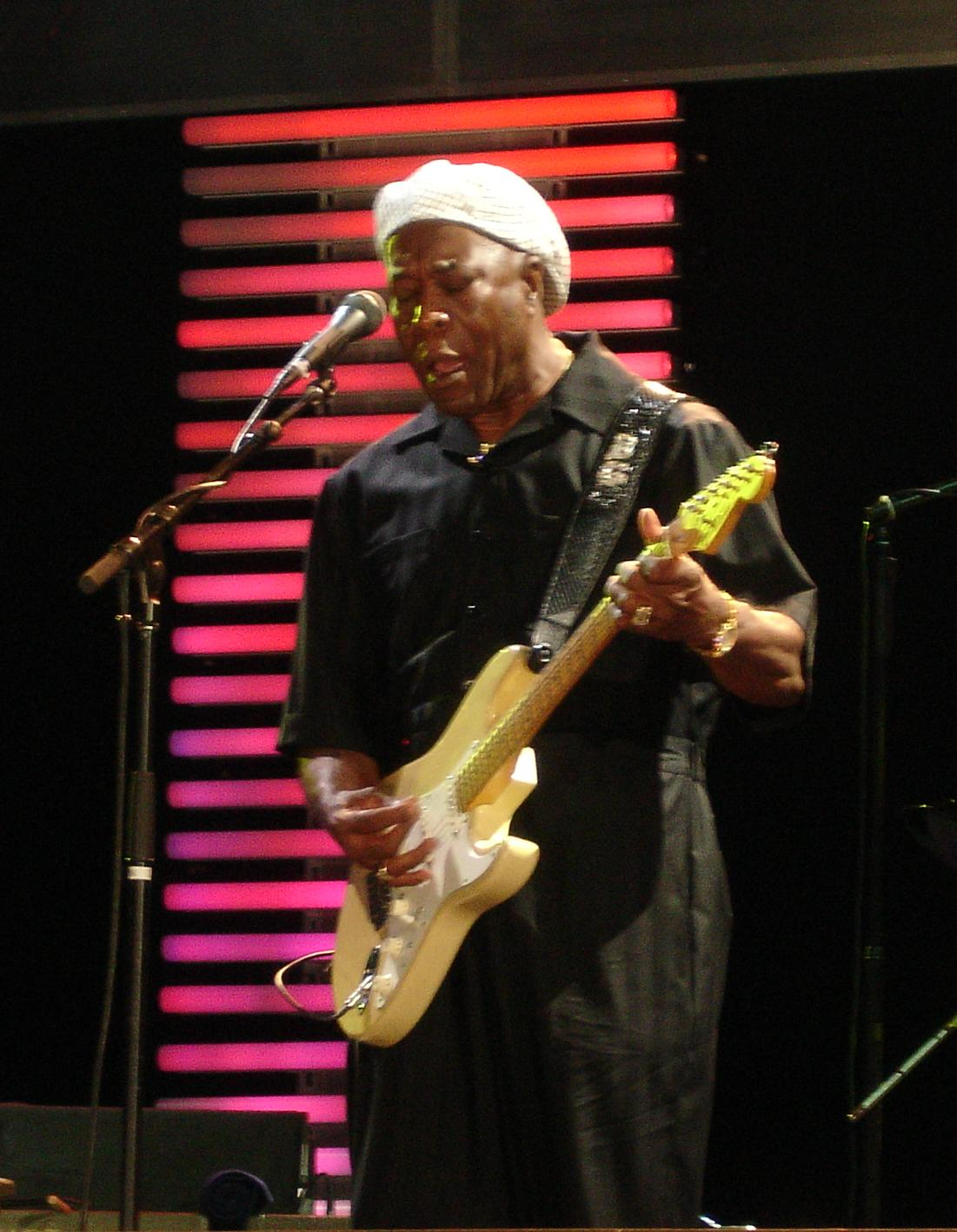
Buddy Guy tocando no "Crossroads Guitar Festival" em 2007

## Discografia
- 1965 Hoodoo Man Blues – Delmark (w/ Junior Wells band)
- 1966 Chicago/The Blues/Today! vol. 1 – Vanguard (w/ Junior Wells band)
- 1967 I Left My Blues in San Francisco – Chess
- 1968 A Man and the Blues – Vanguard
- 1968This Is Buddy Guy (live) – Vanguard
- 1970 Buddy and the Juniors – MCA (w/ Junior Mance & Junior Wells)
- 1972 Play The Blues - Rhino
- 1974 I Was Walking Through the Woods – Chess (rec. 1960–64)
- 1977 Live at Montreaux – Evidence (w/ Junior Wells)
- 1979 Live at the Checkerboard Lounge, Chicago-1979 - JSP Records
- 1981 Stone Crazy – Alligator
- 1982 Drinkin' TNT 'n' Smokin' Dynamite (live) – Blind Pig (rec. 1974 Montreax Jazz Fest.)
- 1983 Buddy Guy – Chess
- 1990 Royal Albert Hall - Buddy Guy & Eric Clapton
- 1991 Alone & Acoustic – Alligator (rec. 1981 w/ Junior Wells)
- 1991 Damn Right, I've Got the Blues – Silvertone/BMG
- 1991 Buddy's Baddest: The Best of Buddy Guy – Silvertone
- 1992 The Very Best of Buddy Guy – Rhino/WEA
- 1992 The Complete Chess Studio Recordings – Chess (2 CD, 1960–67)
- 1993 Feels Like Rain – Silvertone
- 1994 Slippin' In – Silvertone
- 1996 Live: The Real Deal – Silvertone
- 1997 Buddy's Blues – Chess "Chess Masters"
- 1998 As Good As It Gets – Vanguard
- 1998 Heavy Love – Silvertone
- 1998 Last Time Around - Live at Legends – Jive
- 2001 Sweet Tea – Silvertone
- 2003 Blues Singer – Silvertone
- 2003 Chicago Blues Festival 1964 (live) – Stardust
- 2005 Bring 'Em In (Buddy Guy álbum) – Jive
- 2006 Can't Quit The Blues:Box Set – Silvertone/Legacy Recordings
- 2008 Skin Deep
- 2010 Living Proof - Silverston Records
- 2015 Born To Play Guitar - RCA Records
- 2018 The Blues Is Alive and Well